# Dream Glow
«Dream Glow» es una canción de Jin, Jimin y Jungkook de la boy band surcoreana BTS y la cantante británica Charli XCX, lanzada el 7 de junio de 2019. Fue producida por Stargate, y es la primera canción de la banda sonora del próximo juego BTS World, que se lanzará el 26 de junio.

## Antecedentes
«Dream Glow» es la versión modificada de una canción de Charli XCX titulada «Glow». La canción fue escrita durante el desarrollo del tercer álbum de estudio de XCX en 2016. XCX inicialmente planeó incluir la canción en su tercer álbum de estudio, pero finalmente decidió no hacerlo ya que afirmó que «nunca encajaba en mi mundo en su forma original».
En 2017, Charli XCX conoció a BTS en Seúl, Corea del Sur, cuando estaba en el país actuando para un festival. Durante su reunión, decidieron trabajar juntos en una canción. XCX más tarde les enviaría su versión de «Glow» como una posible canción para usar, que finalmente fue elegida como la canción por su colaboración. El grupo se «tomó un tiempo» para modificar la canción y adaptarla para que se ajustara al idioma coreano.
La versión original de Charli XCX de la canción se filtró en 2018, con letras en inglés significativamente diferentes a las de la versión publicada. XCX declaró que la canción originalmente era sobre «enamorarse de alguien en un club [porque] tenía ese 'brillo'», mientras que la letra de la versión publicada habla de seguir los sueños propios y del empoderamiento personal.
La canción se acredita como «la primera parte» de la banda sonora del juego móvil de Netmarble BTS World.

## Recepción de la crítica
Sheldon Pearce de Pitchfork dio al tema una revisión positiva, diciendo que Jin, Jimin y Jungkook «no pierden el ritmo, con Charli llenando los espacios vacantes para mantener su sincronicidad cuidadosamente arreglada». Pearce también dijo que los cuatro «cantan de forma ambigua pero segura, en inglés y en coreano, sobre el potencial aún no realizado de los sueños».

## Posicionamiento en listas
| Listas (2019)                                             | Mejor posición |
| --------------------------------------------------------- | -------------- |
| Australia (ARIA)                                          | 77             |
| Corea del Sur (Gaon)                                      | 75             |
| Escocia (Official Charts Company)                         | 18             |
| Estados Unidos (Billboard Bubbling Under Hot 100 Singles) | 6              |
| Estados Unidos (Billboard Digital Songs)                  | 10             |
| Grecia (IFPI Greece)                                      | 41             |
| Irlanda (IRMA)                                            | 63             |
| Malasia (RIM)                                             | 4              |
| Nueva Zelanda (RMNZ Hot Singles)                          | 7              |
| Reino Unido (OCC)                                         | 61             |
| Suecia (Sverigetopplistan Heatseekers)                    | 10             |
| Suiza (Schweizer Hitparade)                               | 89             |